# Hamburg European Open
Hamburg European Open (раніше German Open Tennis Championships) — щорічний тенісний турнір, який проводиться в Гамбурзі, Німеччина та є частиною Туру ATP. Турнір проводиться на відкритих грунтових кортах у тенісному центрі Am Rothenbaum у кварталі Гарвестехуде. Протягом більшої частини своєї історії турнір проводився в травні як попередник Відкритого чемпіонату Франції в професійному тенісному календарі. Починаючи з турніру 2009 року, він проводився в липні.
Жіночий турнір спочатку проводилася окремо з 1982 по 1983 рік (у Гіттфельді), а потім знову з 1987 по 2002 рік. Турнір був частиною Туру WTA та відомий за кількома різними спонсорськими назвами, як Citizen Cup (1987–1995) і Betty Barclay Cup (1999–2002). 2021 року Гамбург повернувся до календаря туру WTA, ставши частиною його  турнірів серії WTA 250.

## Фінали

### Чоловіки, одиночний розряд
| Рік                    | Чемпіон                    | Фіналіст                   | Рахунок                           |
| ---------------------- | -------------------------- | -------------------------- | --------------------------------- |
| 1892                   | Walter Bonne               | R.A. Leers                 | 7–5, 6–3                          |
| 1893                   | Christian Winzer           | Walter Bonne               | 6–4, 6–0, 3–6, 6–3                |
| 1894                   | Віктор Фос                 | Christian Winzer           | 11–9, 6–1, 6–4                    |
| 1895                   | Віктор Фос (2)             | Christian Winzer           | 6–2, 6–1, 6–2                     |
| 1896                   | Віктор Фос (3)             | Georg Wantzelius           | 6–1, 6–0, 6–1                     |
| 1897                   | Джордж Гілл'ярд            | George Ball-Greene         | 6–1, 6–2, 6–3                     |
| 1898                   | Гарольд Магоні             | Джошуа Пім                 | 6–4, 6–3, 6–4                     |
| 1899                   | Кларенс Гобарт             | Гарольд Магоні             | 8–6, 8–10, 6–0, 6–8, 8–6          |
| 1900                   | Джордж Гілл'ярд (2)        | Лоренс Догерті             | walkover                          |
| 1901                   | Макс Декюжі                | Фредерік Вільям Пейн       | 6–4, 6–4, 4–6, 6–2                |
| 1902                   | Макс Декюжі (2)            | Джон Флавелл               | 4–6, 2–6, 7–5, 7–5, 6–0           |
| 1903                   | Мейджор Річі               | Макс Декюжі                | walkover                          |
| 1904                   | Мейджор Річі (2)           | Курт фон Весели            | 6–4, 6–0, 10–8                    |
| 1905                   | Мейджор Річі (3)           | Ентоні Вілдінґ             | 8–6, 7–5, 8–6                     |
| 1906                   | Мейджор Річі (4)           | Фрідріх Вільгельм Раге     | 6–2, 6–2, 6–0                     |
| 1907                   | Отт Фройцгайм              | Мейджор Річі               | 7–5, 6–3, 6–4                     |
| 1908                   | Мейджор Річі (5)           | George K. Logie            | 6–1, 6–1, 6–3                     |
| 1909                   | Отт Фройцгайм (2)          | Фрідріх Вільгельм Раге     | 6–0, 6–2, 6–3                     |
| 1910                   | Отт Фройцгайм (3)          | Kurt Bergmann              | walkover                          |
| 1911                   | Отт Фройцгайм (4)          | Фелікс Піпес               | 6–3, 6–2, 6–1                     |
| 1912                   | Отто фон Мюллер            | Гайнріх Шомбурґк           | 2–6, 6–1, 6–4, 6–2                |
| 1913                   | Гайнріх Шомбурґк           | Отто фон Мюллер            | 6–2, 6–4, 7–5                     |
| 1914–1919              | Не проводився              | Не проводився              | Не проводився                     |
| 1920                   | Оскар Кройцер              | Луїс Марія Гайден          | 6–0, 6–0, 6–2                     |
| 1921                   | Отт Фройцгайм (5)          | Robert Kleinschroth        | 6–4, 8–6 retired                  |
| 1922                   | Отт Фройцгайм (6)          | Фрідріх Вільгельм Раге     | 2–6, 6–0, 8–6, 6–1                |
| 1923                   | Heinz Landmann             | Луїс Марія Гайден          | 6–2, 6–3, 7–5                     |
| 1924                   | Бела фон Керлінґ           | Луїс Марія Гайден          | 8–6, 6–1, 9–7                     |
| 1925                   | Отт Фройцгайм (7)          | Бела фон Керлінґ           | 6–4, 6–1, 4–6, 6–1                |
| 1926                   | Ганс Мольденгауер          | Walter Dessart             | 6–2, 6–2, 6–1                     |
| 1927                   | Ганс Мольденгауер (2)      | Willy Hannemann            | 6–2, 4–6, 6–4, 6–4                |
| 1928                   | Денієль Пренн              | Ганс Мольденгауер          | 6–1, 6–4, 6–3                     |
| 1929                   | Крістіан Буссю             | Отт Фройцгайм              | 6–1, 4–6, 6–1, 6–8, 6–1           |
| 1930                   | Крістіан Буссю (2)         | Yoshiro Ohta               | 1–6, 8–6, 2–6, 6–4, 6–4           |
| 1931                   | Родеріх Менцель            | Ґустаф Янеке               | 6–2, 6–2, 6–1                     |
| 1932                   | Готтфрід фон Крамм         | Родеріх Менцель            | 3–6, 6–2, 6–2, 6–3                |
| 1933                   | Готтфрід фон Крамм (2)     | Родеріх Менцель            | 7–5, 2–6, 4–6, 6–3, 6–4           |
| 1934                   | Готтфрід фон Крамм (3)     | Clayton Lee Burwell        | 6–2, 6–1, 6–4                     |
| 1935                   | Готтфрід фон Крамм (4)     | Отто Сігеті                | 6–3, 6–3, 6–3                     |
| 1936                   | Не проводився              | Не проводився              | Не проводився                     |
| 1937                   | Геннер Генкель             | Вівіан Макграт             | 1–6, 6–3, 8–6, 3–6, 6–1           |
| 1938                   | Отто Сігеті                | Бернар Дестремо            | 8–6, 6–8, 6–3, 6–3                |
| 1939                   | Геннер Генкель (2)         | Родеріх Менцель            | 4–6, 6–4, 6–0, 6–1                |
| 1940–1947              | Не проводився              | Не проводився              | Не проводився                     |
| 1948                   | Готтфрід фон Крамм (5)     | Helmut Gulcz               | 6–4, 6–1, 4–6, 6–3                |
| 1949                   | Готтфрід фон Крамм (6)     | Ernst Buchholz             | 7–5, 6–1, 6–0                     |
| 1950                   | Ярослав Дробний (тенісист) | Готтфрід фон Крамм         | 6–3, 6–4, 6–4                     |
| 1951                   | Леннарт Бергелін           | Свен Давідсон              | 4–6, 6–3, 4–6, 6–4, 7–5           |
| 1952                   | Ерік Стерджесс             | Ярослав Дробний (тенісист) | 6–3, 6–2, 6–3                     |
| 1953                   | Бадж Петті                 | Фаусто Гардіні             | 6–3, 6–2, 6–3                     |
| 1954                   | Бадж Петті (2)             | Свен Давідсон              | 6–1, 6–1, 7–5                     |
| 1955                   | Арт Ларсен                 | Владислав Сконецький       | 3–6, 6–3, 7–5, 6–8, 6–3           |
| 1956                   | Лью Гоуд                   | Орландо Сірола             | 6–2, 5–7, 6–4, 8–6                |
| 1957                   | Мервін Роуз                | П'єр Дармон                | 6–3, 6–0, 6–1                     |
| 1958                   | Свен Давідсон              | Жак Брішан                 | 5–7, 6–4, 0–6, 9–7, 6–3           |
| 1959                   | Біллі Найт                 | Ян Вермак                  | 4–6, 6–4, 4–6, 6–3, 8–6           |
| 1960                   | Нікола П'єтранджелі        | Ян-Ерік Лундквіст          | 6–3, 2–6, 6–4, 6–2                |
| 1961                   | Род Лейвер                 | Луїс Аяла                  | 6–2, 6–8, 5–7, 6–1, 6–2           |
| 1962                   | Род Лейвер (2)             | Мануель Сантана            | 8–6, 7–5, 6–4                     |
| 1963                   | Мартін Малліген            | Боб Г'юїтт                 | 6–0, 0–6, 8–6, 6–2                |
| 1964                   | Вільгельм Бунгерт          | Крістіан Кунке             | 0–6, 6–4, 7–5, 6–2                |
| 1965                   | Кліфф Дрісдейл             | Боро Йованович             | 6–2, 6–4, 3–6, 6–3                |
| 1966                   | Фред Столл                 | Іштван Гуяш                | 2–6, 7–5, 6–1, 6–2                |
| 1967                   | Рой Емерсон                | Мануель Сантана            | 6–3, 6–3, 6–1                     |
| ↓ Відкрита ера ↓       |                            |                            |                                   |
| 1968                   | Джон Ньюкомб               | Кліфф Дрісдейл             | 6–3, 6–2, 6–4                     |
| 1969                   | Тоні Роч                   | Том Оккер                  | 6–1, 5–7, 7–5, 8–6                |
| 1970                   | Том Оккер                  | Іліє Настасе               | 4–6, 6–3, 6–3, 6–4                |
| ↓ Grand Prix circuit ↓ |                            |                            |                                   |
| 1971                   | Андрес Хімено              | Петер Соке                 | 6–3, 6–2, 6–2                     |
| 1972                   | Мануель Орантес            | Адріано Панатта            | 6–3, 9–8, 6–0                     |
| 1973                   | Едді Діббс                 | Карл Майлер                | 6–1, 3–6, 7–6, 6–3                |
| 1974                   | Едді Діббс (2)             | Ганс-Йоахім Плоц           | 6–2, 6–2, 6–3                     |
| 1975                   | Мануель Орантес (2)        | Ян Кодеш                   | 3–6, 6–2, 6–2, 4–6, 6–1           |
| 1976                   | Едді Діббс (3)             | Мануель Орантес            | 6–4, 4–6, 6–1, 2–6, 6–1           |
| 1977                   | Паоло Бертолуччі           | Мануель Орантес            | 6–3, 4–6, 6–2, 6–3                |
| 1978                   | Гільєрмо Вілас             | Войцех Фібак               | 6–2, 6–4, 6–2                     |
| 1979                   | Хосе Їгерас                | Гаролд Соломон             | 3–6, 6–1, 6–4, 6–1                |
| 1980                   | Гаролд Соломон             | Гільєрмо Вілас             | 6–7, 6–2, 6–4, 2–6, 6–3           |
| 1981                   | Пітер Макнамара            | Джиммі Коннорс             | 7–6, 6–1, 4–6, 6–4                |
| 1982                   | Хосе Їгерас (2)            | Пітер Макнамара            | 4–6, 6–7, 7–6, 6–3, 7–6           |
| 1983                   | Яннік Ноа                  | Хосе Їгерас                | 3–6, 7–5, 6–2, 6–0                |
| 1984                   | Хуан Агілера               | Генрік Сундстрем           | 6–4, 2–6, 2–6, 6–4, 6–4           |
| 1985                   | Мілослав Мечирж            | Генрік Сундстрем           | 6–4, 6–1, 6–4                     |
| 1986                   | Анрі Леконт                | Мілослав Мечирж            | 6–2, 5–7, 6–4, 6–2                |
| 1987                   | Іван Лендл                 | Мілослав Мечирж            | 6–1, 6–3, 6–3                     |
| 1988                   | Кент Карлссон (тенісист)   | Анрі Леконт                | 6–2, 6–1, 6–4                     |
| 1989                   | Іван Лендл (2)             | Горст Скофф                | 6–4, 6–1, 6–3                     |
| ↓ ATP Мастерс 1000 ↓   |                            |                            |                                   |
| 1990                   | Хуан Агілера (2)           | Борис Бекер                | 6–1, 6–0, 7–6                     |
| 1991                   | Карел Новачек              | Магнус Густафссон          | 6–3, 6–3, 5–7, 0–6, 6–1           |
| 1992                   | Стефан Едберг              | Міхаель Штіх               | 5–7, 6–4, 6–1                     |
| 1993                   | Міхаель Штіх               | Андрій Чесноков            | 6–3, 6–7(1–7), 7–6(9–7), 6–4      |
| 1994                   | Андрій Медведєв            | Євген Кафельников          | 6–4, 6–4, 3–6, 6–3                |
| 1995                   | Андрій Медведєв (2)        | Горан Іванишевич           | 6–3, 6–2, 6–1                     |
| 1996                   | Роберто Карретеро          | Алекс Корретха             | 2–6, 6–4, 6–4, 6–4                |
| 1997                   | Андрій Медведєв (3)        | Фелікс Мантілья            | 6–0, 6–4, 6–2                     |
| 1998                   | Альберт Коста              | Алекс Корретха             | 6–2, 6–0, 1–0 retired             |
| 1999                   | Марсело Ріос               | Маріано Сабалета           | 6–7(5–7), 7–5, 5–7, 7–6(7–5), 6–2 |
| 2000                   | Густаво Куертен            | Марат Сафін                | 6–4, 5–7, 6–4, 5–7, 7–6(7–3)      |
| 2001                   | Альберт Портас             | Хуан Карлос Ферреро        | 4–6, 6–2, 0–6, 7–6(7–5), 7–5      |
| 2002                   | Роджер Федерер             | Марат Сафін                | 6–1, 6–3, 6–4                     |
| 2003                   | Гільєрмо Кор'я             | Агустін Кальєрі            | 6–3, 6–4, 6–4                     |
| 2004                   | Роджер Федерер (2)         | Гільєрмо Кор'я             | 4–6, 6–4, 6–2, 6–3                |
| 2005                   | Роджер Федерер (3)         | Рішар Гаске                | 6–3, 7–5, 7–6(7–4)                |
| 2006                   | Томмі Робредо              | Радек Штепанек             | 6–1, 6–3, 6–3                     |
| 2007                   | Роджер Федерер (4)         | Рафаель Надаль             | 2–6, 6–2, 6–0                     |
| 2008                   | Рафаель Надаль             | Роджер Федерер             | 7–5, 6–7(3–7), 6–3                |
| ↓ Тур ATP 500 ↓        |                            |                            |                                   |
| 2009                   | Микола Давиденко           | Поль-Анрі Матьє            | 6–4, 6–2                          |
| 2010                   | Андрій Голубєв             | Юрген Мельцер              | 6–3, 7–5                          |
| 2011                   | Жиль Сімон                 | Ніколас Альмагро           | 6–4, 4–6, 6–4                     |
| 2012                   | Хуан Монако                | Томмі Гаас                 | 7–5, 6–4                          |
| 2013                   | Фабіо Фоніні               | Федеріко Дельбоніс         | 4–6, 7–6(10–8), 6–2               |
| 2014                   | Леонардо Маєр              | Давид Феррер               | 6–7(3–7), 6–1, 7–6(7–4)           |
| 2015                   | Рафаель Надаль (2)         | Фабіо Фоніні               | 7–5, 7–5                          |
| 2016                   | Мартін Кліжан              | Пабло Куевас               | 6–1, 6–4                          |
| 2017                   | Леонардо Маєр (2)          | Флоріан Маєр (тенісист)    | 6–4, 4–6, 6–3                     |
| 2018                   | Ніколоз Басілашвілі        | Леонардо Маєр              | 6–4, 0–6, 7–5                     |
| 2019                   | Ніколоз Басілашвілі (2)    | Андрій Рубльов             | 7–5, 4–6, 6–3                     |
| 2020                   | Андрій Рубльов             | Стефанос Ціціпас           | 6–4, 3–6, 7–5                     |
| 2021                   | Пабло Карреньо Буста       | Філіп Країнович            | 6–2, 6–4                          |
| 2022                   | Лоренцо Музетті            | Карлос Алькарас            | 6–4, 6–7(6–8), 6–4                |
| 2023                   | Александр Зверєв           | Ласло Дьоре                | 7–5, 6–3                          |
| 2024                   | Артюр Фіс                  | Александр Зверєв           | 6–3, 3–6, 7–6(7–1)                |
| 2025                   | Флавіо Коболлі             | Андрій Рубльов             | 6–2, 6–4                          |

### Жінки, одиночний розряд
| Рік         | Чемпіонка                 | Фіналістка            | Рахунок            |
| ----------- | ------------------------- | --------------------- | ------------------ |
| 1982        | Ліса Бондер               | Рената Томанова       | 6–3, 6–2           |
| 1983        | Андреа Темешварі          | Ева Пфафф             | 6–4, 6–2           |
| 1984–86     | Не проводився             | Не проводився         | Не проводився      |
| 1987        | Штеффі Граф               | Ізабель Куето         | 6–2, 6–2           |
| 1988        | Штеффі Граф (2)           | Катарина Малеєва      | 6–4, 6–2           |
| 1989        | Штеффі Граф (3)           | Яна Новотна           | Walkover           |
| 1990        | Штеффі Граф (4)           | Аранча Санчес Вікаріо | 5–7, 6–0, 6–1      |
| 1991        | Штеффі Граф (5)           | Моніка Селеш          | 7–5, 6–7(4–7), 6–3 |
| 1992        | Штеффі Граф (6)           | Аранча Санчес Вікаріо | 7–6(7–5), 6–2      |
| 1993        | Аранча Санчес Вікаріо     | Штеффі Граф           | 6–3, 6–3           |
| 1994        | Аранча Санчес Вікаріо (2) | Штеффі Граф           | 4–6, 7–6, 7–6      |
| 1995        | Кончита Мартінес          | Мартіна Хінгіс        | 6–1, 6–0           |
| 1996        | Аранча Санчес Вікаріо (3) | Кончита Мартінес      | 4–6, 7–6, 6–0      |
| 1997        | Іва Майолі                | Руксандра Драгомір    | 6–3, 6–2           |
| 1998        | Мартіна Хінгіс            | Яна Новотна           | 6–3, 7–5           |
| 1999        | Вінус Вільямс             | Марі П'єрс            | 6–0, 6–3           |
| 2000        | Мартіна Хінгіс (2)        | Аранча Санчес Вікаріо | 6–3, 6–3           |
| 2001        | Вінус Вільямс (2)         | Меган Шонессі         | 6–3, 6–0           |
| 2002        | Кім Клейстерс             | Вінус Вільямс         | 1–6, 6–3, 6–4      |
| 2003–2020   | Не проводився             | Не проводився         | Не проводився      |
| 2021        | Елена-Габріела Русе       | Андреа Петкович       | 7–6(8–6), 6–4      |
| 2022        | Бернарда Пера             | Анетт Контавейт       | 6–2, 6–4           |
| 2023        | Аранча Рус                | Noma Noha Akugue      | 6–0, 7–6(7–3)      |
| ↓ WTA 125 ↓ |                           |                       |                    |
| 2024        | Анна Бондар               | Аранча Рус            | 6–4, 6–2           |
| ↓ WTA 250 ↓ |                           |                       |                    |
| 2025        | Лоїс Буассон              | Анна Бондар           | 7–5, 6–3           |

### Чоловіки, парний розряд
| Рік                    | Чемпіони                                        | Фіналісти                                      | Рахунок                 |
| ---------------------- | ----------------------------------------------- | ---------------------------------------------- | ----------------------- |
| 1902                   | Макс Декюжі Моріс Жермо                         | Bornemann Thomsen                              | 7–9, 6–2, 3–6, 6–1, 6–2 |
| 1903                   | Рольф Кінцль Курт фон Весели                    |                                                |                         |
| 1904                   | Мейджор Річі Wilmot Ernest Lane                 |                                                |                         |
| 1905                   | Ентоні Вілдінґ E. Spitz                         |                                                |                         |
| 1906                   | Мейджор Річі (2) Gerhard F. Adler               | V. v. Müller Оскар Кройцер                     | 7–5, 2–6, 4–6, 6–3, 6–3 |
| 1907                   | Отт Фройцгайм Louis Trasenster                  | Мейджор Річі Gerhard F. Adler                  | 6–3, 6–4, 6–3           |
| 1908                   | Отто фон Мюллер Гайнріх Шомбурґк                | Мейджор Річі Gerhard F. Adler                  | 2–6, 6–1, 6–0           |
| 1909                   | Фрідріх Вільгельм Раге Curt Bergmann            |                                                |                         |
| 1910                   | Отто фон Мюллер (2) Гайнріх Шомбурґк (2)        | Отт Фройцгайм Otto Lindpaintner                | 5–7, 5–7, 6–3, 6–0, 6–1 |
| 1911                   | Отт Фройцгайм (2) Фелікс Піпес                  |                                                |                         |
| 1912                   | Луїс Марія Гайден Louis Trasenster              | Гайнріх Шомбурґк Отто фон Мюллер               | 6–1, 6–3, 6–4           |
| 1913                   | Рольф Кінцль (2) Курт фон Весели (2)            |                                                |                         |
| 1914–1919              | Не проводився                                   | Не проводився                                  | Не проводився           |
| 1920                   | Людвіґ фон Зальм-Гоґштратен Оскар Кройцер       |                                                |                         |
| 1921                   | Луїс Марія Гайден (2) Гайнріх Шомбурґк (3)      |                                                |                         |
| 1922                   | Отт Фройцгайм (3) Оскар Кройцер (2)             |                                                |                         |
| 1923                   | Фрідріх Вільгельм Раге (2) Бела фон Керлінґ     |                                                |                         |
| 1924                   | Фрідріх Вільгельм Раге (3) Бела фон Керлінґ (2) |                                                |                         |
| 1925                   | Отт Фройцгайм (4) Оскар Кройцер (3)             |                                                |                         |
| 1926                   | Фрідріх Вільгельм Раге (4) Бела фон Керлінґ (3) |                                                |                         |
| 1927                   | Donald Greig Maurice Summerson                  |                                                |                         |
| 1928                   | Джек Каммінґс Едґар Мун                         |                                                |                         |
| 1929                   | Жак Брюньйон Крістіан Буссю                     | П'єрр Анрі Ландрі Пат Спенс                    | 8–6, 6–2, 6–4           |
| 1930                   | Джек Кроуфорд Едґар Мун (2)                     | Tamio Abe Харада Такеїті                       | 6–3, 2–6, 6–4, 6–3      |
| 1931                   | Walter Dessart Ебергард Нурні                   | Рене де Бюзеле Крістіан Буссю                  | 6–3, 6–3, 5–7, 4–6, 6–0 |
| 1932                   | Джек Кроуфорд (2) Геррі Гопмен                  | Пет Г'юз Гаррі Лі                              | 7–5, 6–3, 3–6, 6–3      |
| 1933                   | Нуної Рьосуке Сато Дзіро                        |                                                |                         |
| 1934                   | Енріке Маєр Адріан Квіст                        | Vojtěch Vodička Йосеф Каска                    | 6–2, 6–4, 6–3           |
| 1935                   | Геннер Генкель Helmut Denker                    |                                                |                         |
| 1936                   | Не проводився                                   | Не проводився                                  | Не проводився           |
| 1937                   | Джек Кроуфорд (3) Вівіан Макграт                | Don Butler Френк Вайлд (тенісист)              | 5–7, 6–4, 2–6, 6–4, 6–3 |
| 1938                   | Ївон Петра Jean Lesueur                         |                                                |                         |
| 1939                   | Геннер Генкель (2) Родеріх Менцель              | Owen Anderson E. Smith                         | 6–1, 7–5, 6–4           |
| 1940–1947              | Не проводився                                   | Не проводився                                  | Не проводився           |
| 1948                   | Готтфрід фон Крамм Джек Гарпер                  |                                                | 6–3, 6–3, 6–1           |
| 1949                   | Готтфрід фон Крамм (2) Джек Гарпер (2)          | Ernst Buchholz Engelbert Koch                  | 6–3, 7–5, 5–7, 6–4      |
| 1950                   | Адріан Квіст Білл Сідвелл                       | Готтфрід фон Крамм Джек Гарпер                 | 6–4, 8–6, 6–2           |
| 1951                   | Курт Нільсен Торбен Ульріх                      | Готтфрід фон Крамм Rolf Göpfert                | 4–6, 6–3, 4–6, 6–4, 7–5 |
| 1952                   | Ярослав Дробний (тенісист) Іен Еер              | Tony Mottram Ерік Стерджесс                    | 3–6, 8–6, 6–3           |
| 1953                   | Готтфрід фон Крамм (3) Бадж Петті               | Альфред Губер Ганс Редль                       | 8–6, 4–6, 3–6, 6–2, 6–2 |
| 1954                   | Готтфрід фон Крамм (4) Бадж Петті (2)           | Леннарт Бергелін Свен Давідсон                 | 9–7, 6–4, 6–2           |
| 1955                   | Готтфрід фон Крамм (5) Бадж Петті (3)           | Адріан Квіст W.R. Seymour                      | 6–1, 7–9, 6–4, 9–7      |
| 1956                   | Дон Кенді Лью Гоуд                              | Луїс Аяла Свен Давідсон                        | 6–4, 7–5, 6–2           |
| 1957                   | Дон Кенді (2) Мервін Роуз                       | Нікола П'єтранджелі Орландо Сірола             | 10–8, 6–3, 6–3          |
| 1958                   | Франсіско Контрерас Маріо Льямас                | Ладіслав Легенштайн Владимир Петрович          | 6–3, 6–4, 6–3           |
| 1959                   | Дон Кенді (3) Луїс Аяла                         | Біллі Найт Карлус Фернандіс                    | 6–8, 6–3, 7–5, 6–2      |
| 1960                   | Рой Емерсон Ніл Фрейзер                         | Peter Schell Ладіслав Легенштайн               | 7–5, 3–6, 6–3, 9–7      |
| 1961                   | Боб Г'юїтт Фред Столл                           |                                                |                         |
| 1962                   | Боб Г'юїтт (2) Мартін Малліген                  |                                                |                         |
| 1963                   | Боб Г'юїтт (3) Фред Столл (2)                   |                                                |                         |
| 1964                   | Хосе Луїс Арілья Мануель Сантана                |                                                |                         |
| 1965                   | Інго Будінг Крістіан Кунке                      |                                                |                         |
| 1966                   | Фред Столл (3) Торбен Ульріх (2)                |                                                |                         |
| 1967                   | Боб Г'юїтт (4) Фрю Макміллан                    |                                                |                         |
| ↓ Відкрита ера ↓       |                                                 |                                                |                         |
| 1968                   | Том Оккер Марті Ріссен                          | Джон Ньюкомб Тоні Роч                          | 6–4, 6–4, 7–5           |
| 1969                   | Том Оккер (2) Марті Ріссен (2)                  | Жан-Клод Баркле Юрген Фассбендер               | 6–1, 6–2, 6–4           |
| 1970                   | Боб Г'юїтт (5) Фрю Макміллан (2)                | Том Оккер Нікола Пилич                         | 6–3, 7–5, 6–2           |
| ↓ Grand Prix circuit ↓ |                                                 |                                                |                         |
| 1971                   | Джон Александер Андрес Хімено                   | Дік Крілі Аллан Стоун                          | 6–4, 7–5, 7–9, 6–4      |
| 1972                   | Ян Кодеш Іліє Настасе                           | Боб Г'юїтт Йон Ціріак                          | 4–6, 6–0, 3–6, 6–2, 6–2 |
| 1973                   | Юрген Фассбендер Ганс-Юрген Поманн              | Мануель Орантес Йон Ціріак                     | 7–6, 7–6, 7–6           |
| 1974                   | Юрген Фассбендер (2) Ганс-Юрген Поманн (2)      | Браян Готтфрід Рауль Рамірес                   | 6–3, 6–4, 6–4           |
| 1975                   | Хуан Хісберт стар. Мануель Орантес              | Войцех Фібак Ян Кодеш                          | 6–3, 7–6                |
| 1976                   | Фред Макнеер Шервуд Стюарт                      | Дік Крілі Кім Ворвік                           | 7–6, 7–6, 7–6           |
| 1977                   | Боб Г'юїтт (6) Карл Майлер                      | Філ Дент Кім Ворвік                            | 3–6, 6–3, 6–4, 6–4      |
| 1978                   | Войцех Фібак Том Оккер (3)                      | Антоніо Муньйос Віктор Печчі                   | 6–2, 6–4                |
| 1979                   | Ян Кодеш (2) Томаш Шмід                         | Марк Едмондсон Джон Маркс                      | 6–3, 6–1, 7–6           |
| 1980                   | Андрес Гомес Heinz Gildemeister                 | Райнгарт Пробст Макс Вюншіг                    | 6–3, 6–4                |
| 1981                   | Ганс Гільдемайстер Андрес Гомес (2)             | Пол Макнамі Пітер Макнамара                    | 6–4, 3–6, 6–4           |
| 1982                   | Павел Сложил Томаш Шмід (2)                     | Андерс Яррід Ганс Сімонссон                    | 6–4, 6–3                |
| 1983                   | Гайнц Ґюнтгардт Балаж Тароці                    | Марк Едмондсон Браян Готтфрід                  | 7–6, 4–6, 6–4           |
| 1984                   | Стефан Едберг Андерс Яррід                      | Гайнц Ґюнтгардт Балаж Тароці                   | 6–3, 6–1                |
| 1985                   | Ганс Гільдемайстер (2) Андрес Гомес (4)         | Гайнц Ґюнтгардт Балаж Тароці                   | 1–6, 7–6, 6–4           |
| 1986                   | Серхіо Касаль Еміліо Санчес Вікаріо             | Борис Бекер Ерік Єлен                          | 6–4, 6–1                |
| 1987                   | Мілослав Мечирж Томаш Шмід (3)                  | Клаудіо Медзадрі Джим П'ю                      | 4–6, 7–6, 6–2           |
| 1988                   | Даррен Кейгілл Лорі Вордер                      | Рік Ліч Джим П'ю                               | 6–4, 6–4                |
| 1989                   | Еміліо Санчес Вікаріо (2) Хав'єр Санчес         | Борис Бекер Ерік Єлен                          | 6–4, 6–1                |
| ↓ ATP Мастерс 1000 ↓   |                                                 |                                                |                         |
| 1990                   | Серхі Бругера Джим Кур'є                        | Удо Ріглевскі Міхаель Штіх                     | 7–6, 6–2                |
| 1991                   | Серхіо Касаль (2) Еміліо Санчес Вікаріо (3)     | Кассіу Мотта Дані Віссер                       | 4–6, 6–3, 6–2           |
| 1992                   | Серхіо Касаль (3) Еміліо Санчес Вікаріо (4)     | Карл-Уве Стіб Міхаель Штіх                     | 5–7, 6–4, 6–3           |
| 1993                   | Паул Гаргейс Марк Куверманс                     | Грант Коннелл Патрік Гелбрайт                  | 6–4, 6–7, 7–6           |
| 1994                   | Скотт Мелвілл Піт Норвал                        | Генрік Гольм Андерс Яррід                      | 6–3, 6–4                |
| 1995                   | Вейн Феррейра Євген Кафельников                 | Байрон Блек Андрій Ольховський                 | 6–1, 7–6                |
| 1996                   | Марк Ноулз (тенісист) Деніел Нестор             | Гі Форже Якоб Гласек                           | 6–2, 6–4                |
| 1997                   | Луїс Лобо Хав'єр Санчес (2)                     | Ніл Брод Піт Норвал                            | 6–3, 7–6                |
| 1998                   | Доналд Джонсон Франсіско Монтана                | Девід Адамс Бретт Стівен                       | 6–2, 7–5                |
| 1999                   | Вейн Артурс Ендрю Кратцманн                     | Паул Гаргейс Джаред Палмер                     | 2–6, 7–6(7–5), 6–2      |
| 2000                   | Тодд Вудбрідж Марк Вудфорд                      | Вейн Артурс Сендон Столл                       | 6–7(4–7), 6–4, 6–3      |
| 2001                   | Йонас Бйоркман Тодд Вудбрідж (2)                | Деніел Нестор Сендон Столл                     | 7–6(7–2), 3–6, 6–3      |
| 2002                   | Магеш Бгупаті Ян-Майкл Гембілл                  | Йонас Бйоркман Тодд Вудбрідж                   | 6–2, 6–4                |
| 2003                   | Марк Ноулз (тенісист) (2) Деніел Нестор (2)     | Магеш Бгупаті Максим Мирний                    | 6–4, 7–6(12–10)         |
| 2004                   | Вейн Блек Кевін Ульєтт                          | Боб Браян Майк Браян                           | 6–4, 6–2                |
| 2005                   | Йонас Бйоркман (2) Максим Мирний                | Мікаель Льодра Фабріс Санторо                  | 4–6, 7–6(7–2), 7–6(7–3) |
| 2006                   | Пол Генлі Кевін Ульєтт (2)                      | Марк Ноулз (тенісист) Деніел Нестор            | 6–2, 7–6(10–8)          |
| 2007                   | Боб Браян Майк Браян                            | Пол Генлі Кевін Ульєтт                         | 6–3, 6–4                |
| 2008                   | Деніел Нестор (3) Ненад Зімоньїч                | Боб Браян Майк Браян                           | 6–4, 5–7, [10–8]        |
| ↓ Тур ATP 500 ↓        |                                                 |                                                |                         |
| 2009                   | Сімон Аспелін Пол Генлі (2)                     | Марсело Мело Філіп Полашек                     | 6–3, 6–3                |
| 2010                   | Марк Лопес Таррес Давід Марреро                 | Жеремі Шарді Поль-Анрі Матьє                   | 6–3, 2–6, [10–8]        |
| 2011                   | Олівер Марах Александер Пея                     | Франтішек Чермак Філіп Полашек                 | 6–4, 6–1                |
| 2012                   | Давід Марреро (2) Фернандо Вердаско             | Рожеріу Дутра Сілва Даніель Муньйос де ла Нава | 6–4, 6–3                |
| 2013                   | Маріуш Фирстенберг Марцин Матковський           | Александер Пея Бруно Соарес                    | 3–6, 6–1, [10–8]        |
| 2014                   | Марін Драганя Флорін Мерджа                     | Александер Пея Бруно Соарес                    | 6–4, 7–5                |
| 2015                   | Джеймі Маррей Джон Пірс (тенісист)              | Хуан Себастьян Кабаль Роберт Фара              | 2–6, 6–3, [10–8]        |
| 2016                   | Генрі Контінен Джон Пірс (тенісист) (2)         | Деніел Нестор Айсам-уль-Хак Куреші             | 7–5, 6–3                |
| 2017                   | Іван Додіг Мате Павич                           | Пабло Куевас Марк Лопес Таррес                 | 6–3, 6–4                |
| 2018                   | Хуліо Перальта Орасіо Себальйос                 | Олівер Марах Мате Павич                        | 6–1, 4–6, [10–6]        |
| 2019                   | Олівер Марах (2) Юрген Мельцер                  | Робін Гаасе Веслі Колгоф                       | 6–2, 7–6(7–3)           |
| 2020                   | Джон Пірс (тенісист) (3) Майкл Вінус            | Іван Додіг Мате Павич                          | 6–3, 6–4                |
| 2021                   | Тім Пюц Майкл Вінус (2)                         | Кевін Кравіц Горія Текеу                       | 6–3, 6–7(3–7), [10–8]   |
| 2022                   | Ллойд Ґласспул Харрі Хеліовара                  | Роган Бопанна Матве Мідделкоп                  | 6–2, 6–4                |
| 2024                   | Кевін Кравіц Тім Пюц                            | Фаб'єн Ребуль Едуар Роже-Васслен               | 7–6(10–8), 6–2          |
| 2025                   | Сімоне Болеллі Андреа Вавассорі                 | Андрес Мольтені Фернандо Ромболі               | 6–4, 6–0                |

### Жінки, парний розряд
| Рік         | Чемпіонки                                             | Фіналістки                              | Рахунок          |               |
| ----------- | ----------------------------------------------------- | --------------------------------------- | ---------------- | ------------- |
| 1982        | Елізабет Екблом Лена Сандін                           | Патрісія Медрадо Клаудія Монтейру       | 7–6, 6–3         |               |
| 1983        | Беттіна Бюнге Клаудія Коде-Кільш                      | Іванна Мадруга Катрін Танв'є            | 7–5, 6–4         |               |
| 1987        | Клаудія Коде-Кільш (2) Яна Новотна                    | Наталія Єгорова Лейла Месхі             | 7–6, 7–6         |               |
| 1988        | Яна Новотна (2) Тіна Шоєр-Ларсен                      | Андреа Бецнер Юдіт Візнер               | 6–4, 6–2         |               |
| 1989        | Ізабель Демонжо Наталі Тозья                          | Яна Новотна Гелена Сукова               | walkover         |               |
| 1990        | Джиджі Фернандес Мартіна Навратілова                  | Лариса Савченко-Нейланд Гелена Сукова   | 6–2, 6–3         |               |
| 1991        | Яна Новотна (3) Лариса Савченко-Нейланд               | Аранча Санчес Вікаріо Гелена Сукова     | 7–5, 6–1         |               |
| 1992        | Штеффі Граф Ренне Стаббс                              | Манон Боллеграф Аранча Санчес Вікаріо   | 4–6, 6–3, 6–4    |               |
| 1993        | Штеффі Граф (2) Ренне Стаббс (2)                      | Лариса Савченко-Нейланд Яна Новотна     | 6–4, 7–6         |               |
| 1994        | Яна Новотна (3) Аранча Санчес Вікаріо                 | Євгенія Манюкова Лейла Месхі            | 6–3, 6–2         |               |
| 1995        | Джиджі Фернандес (2) Мартіна Хінгіс                   | Кончита Мартінес Патрісія Тарабіні      | 6–2, 6–3         |               |
| 1996        | Аранча Санчес Вікаріо (2) Бренда Шульц-Маккарті       | Джиджі Фернандес Мартіна Хінгіс         | 4–6, 7–6, 6–4    |               |
| 1997        | Анке Губер Марі П'єрс                                 | Руксандра Драгомір Іва Майолі           | 2–6, 7–6, 6–2    |               |
| 1998        | Барбара Шетт Патті Шнідер                             | Мартіна Хінгіс Яна Новотна              | 7–6, 3–6, 6–3    |               |
| 1999        | Лариса Савченко-Нейланд (2) Аранча Санчес Вікаріо (3) | Аманда Кетцер Яна Новотна               | 6–2, 6–1         |               |
| 2000        | Анна Курникова Наташа Звєрєва                         | Ніколь Арендт Манон Боллеграф           | 6–7, 6–2, 6–4    |               |
| 2001        | Кара Блек Олена Лиховцева                             | Квета Пешке Барбара Ріттнер             | 6–2, 4–6, 6–2    |               |
| 2002        | Мартіна Хінгіс (2) Барбара Шетт (2)                   | Даніела Гантухова Аранча Санчес Вікаріо | 6–1, 6–1         |               |
| 2003–2020   | Не проводився                                         | Не проводився                           | Не проводився    | Не проводився |
| 2021        | Жасмін Паоліні Джил Тайхманн                          | Астра Шарма Розалі ван дер Гук          | 6–0, 6–4         |               |
| 2022        | Софі Чанг Angela Kulikov                              | Като Мію Aldila Sutjiadi                | 6–3, 4–6, [10–6] |               |
| 2023        | Анна Даніліна Олександра Панова                       | Міріам Колодзєйова Angela Kulikov       | 6–4, 6–2         |               |
| ↓ WTA 125 ↓ |                                                       |                                         |                  |               |
| 2024        | Анна Бондар Кімберлі Ціммерманн                       | Аранча Рус Ніна Стоянович               | 5–7, 6–3, [11–9] |               |
| ↓ WTA 250 ↓ |                                                       |                                         |                  |               |
| 2025        | Надія Кіченок Макото Ніномія                          | Анна Бондар Аранча Рус                  | 6–4, 3–6, [11–9] |               |

## Зовнішні посилання
- Official tournament website
- ATP tournament profile
- 2010 США Court of Appeals verdict (PDF)